# Stora Tväbottnetjärnen
Stora Tväbottnetjärnen är en sjö i Bollebygds kommun i Västergötland och ingår i Rolfsåns huvudavrinningsområde. Sjön är 8,2 meter djup, har en yta på 0,041 kvadratkilometer och befinner sig 178 meter över havet.